# Love Is Strange
Pour l’article homonyme, voir Love Is Strange (film).
Love Is Strange est une chanson du duo Mickey & Sylvia écrite en 1956 par Bo Diddley, sous le nom de son épouse Ethel Smith.
Atteignant la 11e position du Billboard Hot 100, elle connait plus d'une cinquantaine de reprises dont plusieurs classées (Buddy Holly, The Everly Brothers, Peaches & Herb ou encore Sonny and Cher) et est introduite au Grammy Hall of Fame.
Le titre est présent dans plusieurs bandes originales de films à succès tels Dirty Dancing ou Casino.
En 2012, le titre Back in Time de Pitbull issu du film Men in Black 3 repose sur Love is Strange.

## Conception
En 1955, Bo Diddley engage Billy Stewart pour l'accompagner en tant que pianiste de studio, l'ayant entendu jouer à Washington.
L'année suivante, Jody Williams compose le titre Billy's Blues pour Billy Stewart, et Bo Diddley participe à son enregistrement,.
Diddley écrit alors Love Is Strange mais le titre est crédité au nom de sa seconde épouse,, Ethel Smith, à la suite d'un différend avec son label Chess Records,. Il enregistre une première version le 24 mai 1956 mais celle-ci n'est pas distribuée et ne sera rendue publique qu'en 2007 sur son album I'm a Man: The Chess Masters, 1955–1958.
Diddley, qui connait Mickey & Sylvia, les encourage à enregistrer leur propre version chez Groove, filiale de RCA.

## Version(s) de Mickey & Sylvia

### Première version
En 1956, Bo Diddley réalise une tournée avec Jody Williams à laquelle participe également Mickey & Sylvia. Lors d'un concert au Howard Theatre à Washington, Mickey Baker entend Jody Williams jouer le riff issu du titre Billy's Blues de Billy Stewart.
Mickey Baker reprend ce riff, au grand dam de Williams, et Mickey & Sylvia enregistre leur version le 17 octobre 1956,.
Il s'agit de la première version du titre vendue en tant que simple, sortie sous la référence 4G-0175 (45 tours) et G-0175 (78 tours) chez Groove. C'est le deuxième titre du duo chez ce label, après No Good Lover sorti la même année.
Dès sa sortie, Arc Music, la branche responsable des publications de Chess, intente un procès, clamant qu'il s'agit d'une copie de ce que Diddley joue sur le titre de Billy Stewart. Le procès dure quatre ans et conclut en 1961 que Love is Strange n'est pas un plagiat de Billy’s Blues.
La version de Mickey & Sylvia diffère notamment par la rythmique et l'insertion d'un échange entre les deux membres du duo au lieu du questions/réponses des paroles originales : 
« 
"Sylvia!"

"Yes, Mickey."

"How do you call your Lover Boy?"

"Come here, Lover Boy!"

"And if he doesn't answer?"

"Oh, Lover Boy!"

"And if he still doesn't answer?"

"I simply say..."

(Refrain)  "Baby/ Oh baby/ My sweet baby/ You're the one. »
La connotation sexuelle de cet échange est assez singulière pour l'époque.

#### Classement et récompense
Le titre entre au Billboard Hot 100 le 5 janvier 1957,. Il s'agit du plus gros succès commercial de Mickey & Sylvia, vendu à plus d'un million d'exemplaires.
| Classement (1957)                             | Position |
| --------------------------------------------- | -------- |
| États-Unis (Billboard Hot 100)                | 11       |
| États-Unis (Billboard RnB)                    | 1        |
| États-Unis (Billboard National Best R&B)      | 2        |
| États-Unis (Billboard Juke Box Charts)        | 17       |
| États-Unis (Billboard Top 100 Slide Charts)   | 13       |
| États-Unis (Billboard Most Played by jockeys) | 1        |
| États-Unis (Billboard Disc Jocky Play)        | 11       |
| États-Unis (US Top 40)                        | 13       |
| États-Unis (Cash Box)                         | 7        |

| Classement annuel              | 1957 |
| ------------------------------ | ---- |
| États-Unis (Billboard Hot 100) | 78,  |

En 2004, Love Is Strange est introduit au Grammy Hall of Fame pour son 'influence historique ou qualitative'.

### Deuxième version
Une deuxième version est enregistrée en 1959.
Elle voit la première participation rémunérée de Bernard "Pretty" Purdie : fraichement débarqué à New York, Purdie, alors âgé de dix-neuf ou vingt ans, invite Mickey et Sylvia, propriétaires de la discothèque The Blue Morocco, à venir l'écouter au Comet Club, dans le Bronx à quelques pâtés de maisons de là. À son écoute, Mickey et Sylvia lui proposent de venir en studio le dimanche suivant. Il perçoit 80$ pour quatre heures de prestation, ce qui représentait pour lui l'équivalent salarial d'une semaine de travail.

### Suite
À l'automne 1958, Carole King et Gerry Goffin écrivent une suite à Love is Strange. Intitulée The Kid Brother. La chanson parle du flirt d'un couple d'adolescents constamment interrompus par le petit frère de la jeune fille. Initialement destiné au duo Mickey & Sylvia mais le duo s'étant entre-temps séparé, Mickey l'enregistre avec sa nouvelle partenaire, Kitty Noble. La chanson, publiée chez Atlantic Records (référence 45-2024), est placée en face B du titre Ooh-Sha-La-La et ne rencontrera aucun succès.
La chanson est écrite en une heure et constitue la première création du couple Goffin et King qui écriront ensuite de nombreux succès tels que Will You Love Me Tomorrow des Shirelles, The Loco-Motion de Little Eva ou encore Up on the Roof des Drifters.

### Regain de popularité avecDirty Dancing
En 1987, Love Is Strange est utilisé dans une scène du film Dirty Dancing, dans laquelle Frédérique (Baby, interprétée par Jennifer Grey) explique quelques pas de danse à Johnny (Patrick Swayze).
La scénariste Eleanor Bergstein explique que le script mentionnait 'Baby apprend à danser à Johnny'. À l'aide du chorégraphe Kenny Ortega, ils tournèrent la scène en lip sync sans vérifier la présence de la chanson dans le catalogue des titres autorisés. Absente faute de budget, la seule solution était de couper la scène lors du montage puisque la technique utilisée rendait toute modification impossible a posteriori. Heureusement, lors du visionnage de la scène, tout le monde (producteurs compris), furent d'accord de la conserver.
Présent sur la bande originale du film, Love is Strange est également la face B accompagnant le thème principal du film, (I've Had) The Time of My Life de Bill Medley et Jennifer Warnes. Cette présence donne un second souffle au titre : le disque se vend à plusieurs millions d'exemplaires entre 1987 et 1991, et donc autant d'occasions d'écouter la seconde face.
En 2007, RCA Records compile une version remastérisée de la bande originale, à l'occasion des vingt ans du film.

## Reprises
Cette chanson connait plus d'une cinquantaine de reprises dont celles de Lonnie Donegan (1957), Luther et Little Eva (1957), les Crickets (1962), Dale & Grace (en) (1962), Betty Everett et Jerry Butler, Wolfsheim (1998), Steve Miller Band, Bobby Vee (1999) ou Connie Francis (1996).
En 1959, Johnny Hallyday réalise une maquette.
En 1960, sur son album Twist with Chubby Checker, celui-ci effectue une reprise intitulée "Love is strange" Chalypso. Deux ans plus tard, en compagnie de Dee Dee Sharp, il reprend à nouveau le morceau sur l'album Down to Earth et en intègre un extrait dans la chanson What a combination.
Les Wings placent une reprise sur leur album Wild Life en 1971. Cette version est en grande partie chantée par Linda McCartney et constitue la seule chanson de l'album qui n'est pas écrite par Paul McCartney.

### Reprises classées
| Année                                                                                      | Artiste                     | Classements            | Classements                | Classements                    | Classements | Classements |
| Année                                                                                      | Artiste                     | États-Unis (Billboard) | États-Unis (Billboard RnB) | États-Unis (Billboard Country) | Royaume-Uni | Pays-Bas    |
| ------------------------------------------------------------------------------------------ | --------------------------- | ---------------------- | -------------------------- | ------------------------------ | ----------- | ----------- |
| 1965                                                                                       | The Everly Brothers         | 128                    | —                          | —                              | 11          | 7           |
| 1965                                                                                       | Sonny & Cher                | 131                    | —                          | —                              | —           | —           |
| 1967                                                                                       | Peaches & Herb              | 13                     | 16                         | —                              | —           | —           |
| 1969                                                                                       | Buddy Holly                 | 105                    | —                          | —                              | —           | —           |
| 1974                                                                                       | Donnie Helbert              | —                      | 70                         | —                              | —           | —           |
| 1975                                                                                       | Buck Owens & Susan Raye     | —                      | —                          | 20                             | —           | —           |
| 1990                                                                                       | Kenny Rogers & Dolly Parton | —                      | —                          | 21                             | —           | —           |
| "—" signifie que le titre n'a pas atteint les classements ou n'est pas sorti dans ce pays. |                             |                        |                            |                                |             |             |

En 1992, Everything but the Girl reprend le titre sur leur EP Covers. Cet opus leur permet d'intégrer le classement britannique à la 13e position.

### Reprise instrumentale -Rinky Dink
En 1962, Dave "Baby" Cortez interprète Rinky Dink, co-écrit avec Paul Winley,.
Reprenant le riff de guitare de Jody Williams et classé dans le top 10 du Billboard (#10), l'éditeur de Cortez est assigné en justice en 1963 pour avoir copié des éléments de Love Is Strange. Le jugement permet toutefois à Cortez de conserver les droits de cette version.

### Adaptations en langue étrangère
| Année | Langue  | Titre             | Adaptation        | Interprète(s)                                              |
| ----- | ------- | ----------------- | ----------------- | ---------------------------------------------------------- |
| 1986  | Finnois | Rakkaus on kummaa | Jussi Raittinen   | Eero ja Jussi & The Boys, Agents & Jorma Kääriäinen (2003) |
| 1993  | Tchèque | Zvastni vec       | Vladimir Postulka | Pavel Bobek                                                |

## Utilisations, références et sampling
Love is Strange est utilisé dans plusieurs films et séries (, sauf mention contraire) :
- 1972 : Gorge Profonde[47]
- 1973 : La Balade sauvage
- 1985 : Mischief (en)
- 1987 : Dirty Dancing
- 1989 : (série) Femmes d'affaires et Dames de cœur (saison 4, épisode 6)
- 1990 : Les deux sirènes
- 1992 : Code Quantum (saison 5, épisode 1)
- 1993 : (série) Du rouge à lèvres sur ton col (saison 1, épisode 6)
- 1995 : Casino
- 1999 : Dogma
- 2000 : (série) Les Soprano (saison 2, épisode 6)
- 2002 : (série) Sur écoute (saison 1, épisode 2)
- 2007 : (série) How I Met your Mother (saison 2, épisode 12)
- 2015 : Strange Magic
- 2015 : (série) Please Like Me (saison 3, épisode 4)
- 2019 : (série) PEN15 (en)(saison 1, épisode 7)
- 2020 : (série) Hightown (saison 1, épisode 5)

Le riff de Jody Williams inspire plusieurs autres titres :
- Down in the valley d'Otis Redding
- Words of love de Buddy Holly

Des références à la chanson de Mickey & Sylvia :
- La chanson Trash (1973) des New York Dolls intègre une partie de l'échange du duo.
- Lou Reed fait une référence au dialogue à la fin de son titre Beginning of A Great Adventure sur son album New York sorti en 1989 (il se marie à Sylvia Morales en 1980).
- En 1990, Belinda Carlisle mentionne Love is Strange dans le second couplet de son simple Summer Rain.

Le titre est samplé  :
- en 2011 : le rappeur B.o.B utilise un sample dans son titre My Sweet Baby.
- en 2012 : le chanteur américain Pitbull utilise des extraits du morceau (riff et échange du duo) pour son tube Back in Time sur la bande originale du film Men in Black 3.